# Vindplaats (archeologie)

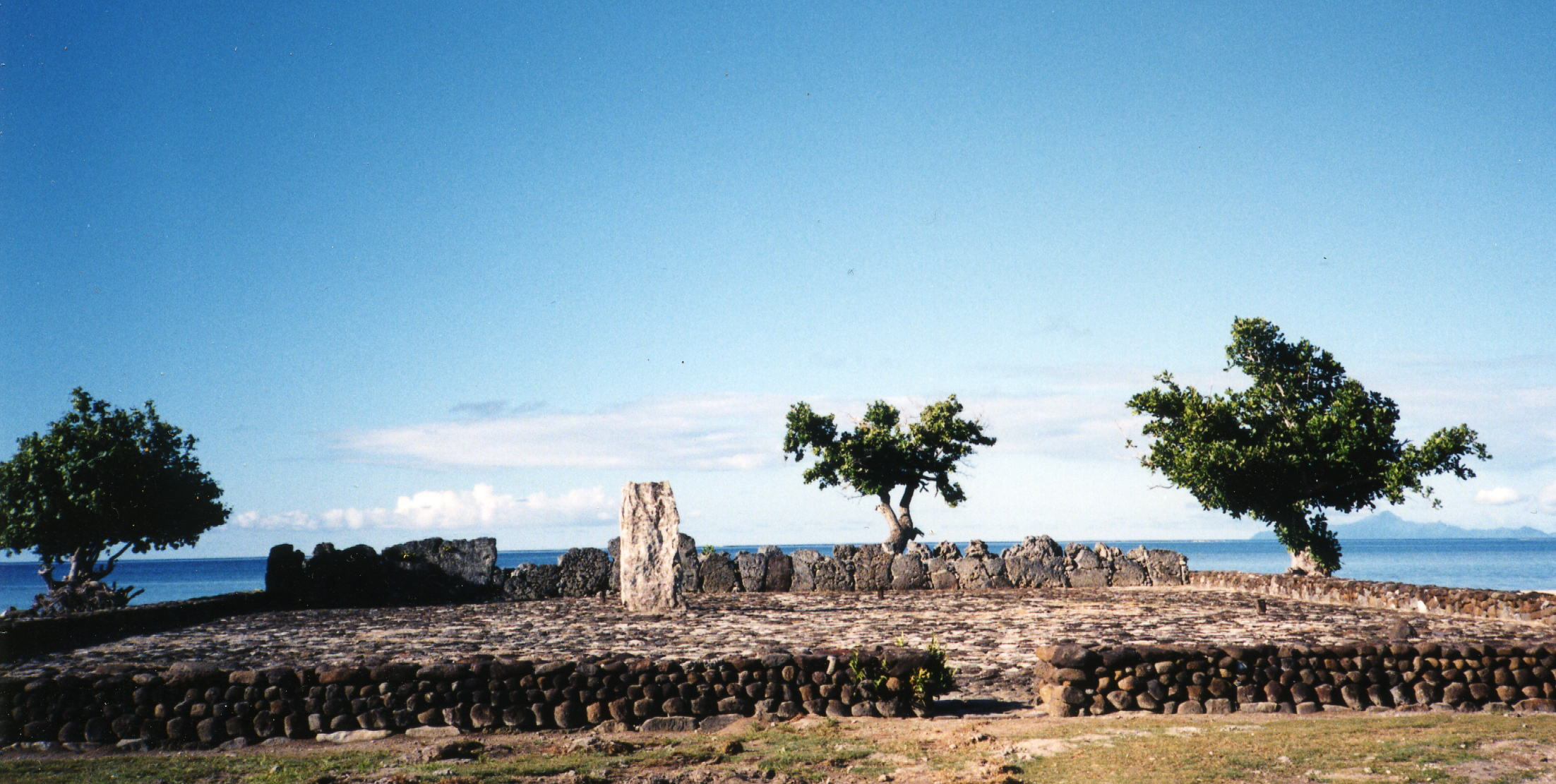
Site van de marae Taputapuātea in Frans-Polynesië in 2000

Een vindplaats of site is in de archeologie een plaats waar bewijs van menselijke activiteiten uit het verleden bewaard is gebleven (prehistorisch, historisch of hedendaags) en onderzocht is of kan worden met behulp van de discipline archeologie. Het bevat structuren of voorwerpen die informatie kunnen geven over de gebruiksgeschiedenis van de plek. Archeologische onderzoekplaatsen kunnen variëren van die met weinig of geen overblijfselen boven de grond tot zichtbare gebouwen en andere structuren.

## Vormingsproces
De situatie op een vindplaats is het resultaat culturele en natuurlijke processen. Culturele processen worden in gang gezet door wat mensen afdanken of achterlaten. Vervolgens treden de natuurlijke processen in. Er ontstaat site-vervorming door wortelwerking van planten en door bodemdieren, en afbraak door de werking van bacteriën en chemische processen. Aardbevingen veroorzaken verschuivingen. Ook de mens verstoort de oorspronkelijke sites door huizenbouw, de bewerking van de grond voor akkerbouw en het graven van wateren.
Sites handhaven zich slechts als kort na de menselijke activiteit een conservering plaatsvindt. Een voorbeeld is de Belvédèregroeve bij Maastricht waar kort na bewoning afdekking met rivierafzetting plaats had en waar vervolgens twee maal een dikke lösslaag overheen kwam. Ander voorbeeld is Pompeï dat afgedekt werd met vulkaanas. In de middeleeuwen zijn vindplaatsen geconserveerd of niet verder verstoord door het opbrengen van plaggenmest waardoor een esdek ontstond. Ook drassige gebieden, de zogenaamde wetlands hebben een hoog conserveringsgehalte.

## Typen van vindplaatsen
Een gekend soort site is de observatieplaats of uitkijkpost. De ligging van het kampement Mesch, waar men een weids uitzicht over het omliggende Limburgse landschap heeft lijkt met dit doel gekozen te zijn.
In Duitsland, Oekraïne en in Mauran in Frankrijk zijn op relatief kleine vlakken vondsten gedaan van botten van tientallen bizons die bij elkaar gedreven op systematische wijze door mensen geslacht zijn. Deze vindplaatsen zijn vergelijkbaar met de bison kill sites van Noord-Amerika.

## Verwarring nederzetting en vindplaats
Vindplaats en nederzetting zijn geen synoniemen. Een menselijke activiteit kan zich buiten de nederzetting afgespeeld hebben.
De vindplaats hoeft niet altijd de oorspronkelijke plek van activiteit te zijn. Overblijfselen kunnen door allerlei natuurlijke of menselijke oorzaken verplaatst zijn. Een voorbeeld zijn de vondsten in de afzettingen in Remmerden gemeente Rhenen.

## Bekende vindplaatsen
België
- Romeinse villa van Neerharen-Rekem[10]
- Vicus van Elewijt, een Romeinse nederzetting in het Vlaams-Brabantse dorp Elewijt

Canada
- Beothuksite van Boyd's Cove, een belangrijke site van de Beothuk van Newfoundland die bewoond was van circa 1650 tot 1720.
- Grafheuvel van L'Anse Amour, een grafheuvel van de Maritiem-Archaïsche cultuur uit circa 5500 v.Chr.; de oudst gekende grafheuvel op het Amerikaanse continent
- Head-Smashed-In Buffalo Jump, een als werelderfgoed erkende buffalo jump in Alberta

Duitsland
- Miesenheim in Duitsland, oudste archeologische resten in Noordwest-Europa uit het Midden-Pleistoceen

Engeland
- Eartham Pit, Boxgrove in Engeland, oudste archeologische resten in Noordwest-Europa uit het Midden-Pleistoceen[11]

Iran
- Hasanlu Teppe, site uit de IJzertijd met onder andere de Hasanlu Lovers een paar skeletten van mogelijke geliefden

Nederland
- Belvédère-groeve bij Maastricht, oudste midden-paleolithische archeologische resten in Nederland
- Oldeholtwolde in Friesland (middelgroot)
- Ypenburg, vanwege de bouw van een woonwijk was het niet mogelijk de vondst in situ te behouden en werd het opgegraven[12]
- Federmesser-sites o.a. Siegerswolde in Friesland,[13] Usselo in Overijssel[14] en Hoornse Veld in Drente[15]
- Leien-Wartena-sites gelegen aan meren en rivieren o.a. Bergumermeer in Friesland[16]
- Magdalénien-sites in Limburg
- VINDplaats Zenit, mesolitische vindplaats in Almere.

Tsjechië
- Dolní Věstonice in Zuid-Moravië